# Horst Flick
Horst Günter Flick (* 23. Mai 1926 in Remscheid-Lennep) ist ein deutscher Fernsehregisseur.
Flick absolvierte von 1945 bis 1946 eine Schauspielausbildung in Bochum. Zwischen 1946 und 1953 hatte er Engagements als Schauspieler in Bremerhaven, Flensburg und Berlin. 1953 ging er als Schauspieler und Regisseur nach Magdeburg. Von 1954 bis 1957 arbeitete er für DEFA-Dokumentarfilm, von 1956 bis 1961 für das DDR-Fernsehen.
1961 kehrte Flick nach Westdeutschland zurück und war zunächst beim WDR, später beim ZDF beschäftigt. Zwischen 1964 und 1969 war er Regisseur und Dramaturg bei UFA Fernsehproduktion in Berlin, danach arbeitete er als freier Regisseur. In den 1970er Jahren entstanden Produktionen für die Dokumentarspielabteilung des ZDF, darunter vier Filme nach Drehbüchern von Jochen Ziem (u. a. Die Versöhnung, 1971) und eine Adaption von Manfred Bielers Maria Morzeck (1976), deren Geschichte bereits 1964 Gegenstand von Kurt Maetzigs Film Das Kaninchen bin ich war. 1973 wurde sein Film Einladung zur Enthauptung veröffentlicht. In den 1980er Jahren führte Flick Regie in Fernsehserien wie Detektivbüro Roth, Tatort und Die Männer vom K3.